# Alfred von und zu Liechtenstein (1875–1930)

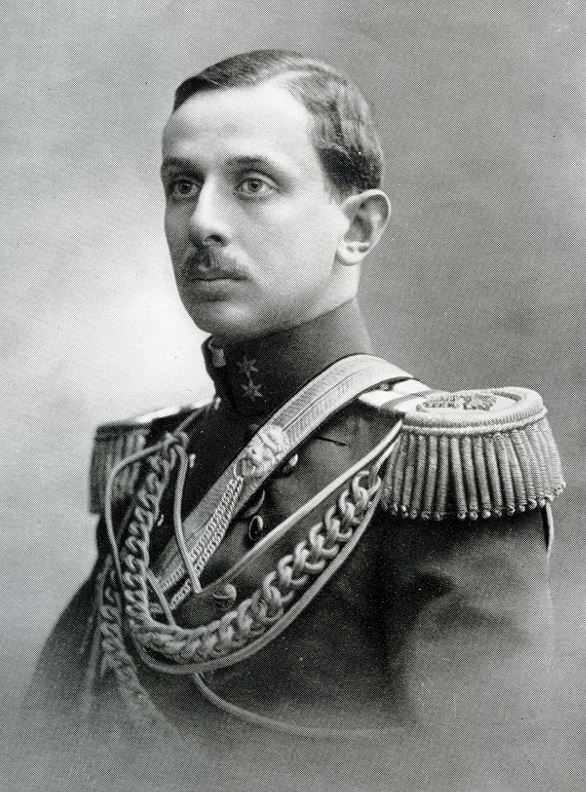
Prinz Alfred von und zu Liechtenstein, 1910

Prinz Alfred von und zu Liechtenstein (Alfred Roman; * 6. April 1875 in Wien; † 25. Oktober 1930 auf Schloss Waldstein bei Deutschfeistritz, Steiermark) war ein k.u.k. Rittmeister und vom 24. Juni bis 6. August 1928 interimistischer Regierungschef des Fürstentums Liechtenstein.

## Biografie
Liechtenstein war der vierte Sohn des Prinzen Alfred von und zu Liechtenstein (1842–1907) und dessen Gattin Henriette, geborene Prinzessin von und zu Liechtenstein (1843–1931). Seine Kindheit verbrachte er in der Steiermark. Im Alter von einem Jahr wurde er 1876 als Justizritter in den Souveränen Malteser-Ritter-Orden aufgenommen. Als Privatist kam er 1885 an das Schottengymnasium in Wien und legte 1893 die Maturitätsprüfung ab. Anschließend trat er als Einjährig-Freiwilliger in das k.u.k. Dragonerregiment Nr. 5 ein. Nach der 1894 bestandenen Offiziersprüfung in Marburg an der Drau wurde er 1895 zum Leutnant in der Reserve ernannt und zum Ulanenregiment Nr. 12 transferiert. Ferner legte er 1894 das einfache Gelübde beim Malteser-Ritter-Orden ab. 1896 setzte er in den aktiven Dienst über. Mit seinem Regiment war er in Budapest, Stuhlweißenburg und Tulln an der Donau stationiert. 1901 erfolgte seine Beförderung zum Oberleutnant. Von 1905 bis 1908 diente er als Zugskommandant bei der k.u.k. Leibgardereitereskadron und kehrte danach in das Ulanenregiment zurück. Nach einer zeitweiligen Beurlaubung setzte er 1910 schließlich in die Reserve über.
Nach Ausbruch des Ersten Weltkriegs wurde Liechtenstein 1914 zum Rittmeister in der Reserve befördert. Bereits in den ersten Kriegsmonaten erlitt er bei einem Sturz mit seinem Pferd einen Splitterbruch seines Unterschenkels und musste sich daraufhin in einem Wiener Sanatorium einer Operation unterziehen. Für die Front untauglich, machte er in einem Spitalzug des Souveränen Malteser-Ritter-Ordens Dienst. 1916 kehrte er an die Front zurück. Nach Kriegsende widmete er sich der Verwaltung seines Familiensitzes in der Steiermark.
Nach der Demission der liechtensteinischen Regierung unter Gustav Schädler infolge eines Sparkassenskandals führte Liechtenstein seit dem 24. Juni 1928 interimistisch die Regierungsgeschäfte in Vaduz. Am 6. August 1928 übergab er das Amt an seinen Nachfolger Josef Hoop. Die letzten Lebensjahre verbrachte er auf Schloss Waldstein, wo er am 25. Oktober 1930 unerwartet verstarb. Sein Leichnam wurde nach Wranau überführt und in der Familiengruft bestattet.

## Familie
Am 19. Februar 1912 heiratete Liechtenstein in München Prinzessin Therese Maria zu Oettingen-Oettingen und Oettingen-Wallerstein (1887–1971), einzige Tochter des Prinzen Moritz zu Oettingen-Oettingen und Oettingen-Wallerstein (1838–1910) und dessen Gattin Maria, geborene Gräfin Waldbott von Bassenheim (1861–1913). Seine Ehefrau brachte Schloss Waldstein, das sie von ihrem Vater geerbt hatte, als Besitz mit in die Ehe. Aus der Ehe gingen vier Kinder hervor:
- Maria Benedikta (* 21. März 1913; † 10. Januar 1992), unverheiratet
- Hans Moritz (* 6. August 1914; † 3. Februar 2004), ⚭ 1944 Clotilde Prinzessin von Thurn und Taxis (1922–2009)
- Heinrich (* 5. August 1916; † 17. April 1991), ⚭ 1949 Elisabeth Erzherzogin von Österreich (1922–1993)
- Eleonore (* 28. Mai 1920; † 30. Mai 2008), unverheiratet

## Auszeichnungen
- 1898: Bronzene Jubiläums-Erinnerungsmedaille für die bewaffnete Macht[8]
- 1908: Militär-Jubiläumskreuz und Bronzene Militär-Verdienstmedaille am roten Bande[9]
- 1916: Militärverdienstkreuz III. Klasse[10] und Karl-Truppenkreuz[11]